# Elisabetta Gardini
Elisabetta Gardini (Padova, 3 giugno 1956) è un'attrice teatrale, conduttrice televisiva e politica italiana, deputata della Repubblica Italiana ed europarlamentare della VI, VII e VIII legislatura.

## Biografia

### Carriera teatrale
Ha iniziato la sua carriera artistica come attrice teatrale e ha lavorato, tra gli altri, con gli attori Vittorio Gassman e Giorgio Albertazzi.
Dopo aver conseguito la maturità classica si è diplomata alla Bottega Teatrale di Firenze di Gassman. Raggiunge la fama nazionale con la televisione: sul piccolo schermo esordisce nel 1983 come attrice in uno degli ultimi appuntamenti con la "commedia in diretta" della domenica pomeriggio su Rai 2.
Debutta a teatro con Giorgio Albertazzi in Enrico IV di Luigi Pirandello (stagioni 1981/1982 e 1982/1983). Dal 1994, per due stagioni, lavora con Benno Besson interpretando Gertrude nell'Amleto di William Shakespeare.
In seguito interpreta Antigone (1989), Elettra (1994) e La bisbetica domata (1996) e indossa i panni maschili di Oberon in Sogno di una notte di mezza estate. 
Nel 1999, a luglio, fonda ad Amalfi l'Ibsen Festival e interpreta Nora, protagonista di Casa di bambola (al Teatro greco di Taormina in agosto). L'anno dopo è Elena Alving in Spettri.
Nel 2003 recita nella Venexiana al teatro Valle di Roma.

### Carriera televisiva
Per Rai 1 ha condotto Cartoni magici (1983/1984), Domenica in (1985/1986) e Italia Sera (con Piero Badaloni), è salita sul palco di Sanremo (1984), ha inaugurato Unomattina (1986/1987, sempre con Badaloni), ha fatto da testimonial per il Giffoni Film Festival (1988/1989/1990/1991) e ha condotto Piacere Raiuno (1992). In seguito ha condotto il programma del sabato sera Europa Europa (1988/1989/1990). Per la seconda serata Rai ha condotto Caffè italiano (1992/1993). Ha presentato anche il Concerto di Natale in Vaticano (1993) e Donne al bivio (1999/2000).
Nel 1998 ha interpretato la dottoressa Laura Andrei, la protagonista di Una donna per amico (1998/1999/2000), sempre su Rai 1. Ha lavorato anche per Rai 2: è stata conduttrice per Serata d’onore e per Profondo Giallo, attrice per Un caso di coscienza.

### Carriera politica
Ebbe la sua prima esperienza politica nel 1994, con la candidatura alle elezioni politiche di quell'anno alla Camera dei deputati nel collegio elettorale di Padova - Selvazzano Dentro, sostenuta dalla coalizione centrista Patto per l'Italia guidata da Mariotto Segni, ottenendo il 20,63% dei voti ma venendo sconfitta dai candidati del Polo delle Libertà Emma Bonino (39,5%) e Guido Petter dei Progressisti (27,53%).
Nel 2004 la Gardini lascia il teatro e la televisione per riprendere il suo percorso politico, candidandosi alle elezioni europee di quell'anno nelle liste di Forza Italia nella circoscrizione Italia nord-orientale, ottenendo 33.336 preferenze nell'arco di quattro settimane durante la campagna elettorale ma risultando la prima dei non eletti. Successivamente Silvio Berlusconi, persuaso dal risultato personale ottenuto, la nomina portavoce nazionale di Forza Italia.
Alle elezioni regionali in Veneto del 2005 si candida nel listino regionale del candidato presidente del centro-destra Giancarlo Galan, venendo eletta nel consiglio regionale del Veneto, dove fa parte della commissione cultura. 

#### Elezione a deputata
Alle elezioni politiche del 2006 viene candidata alla Camera dei deputati, nelle liste di Forza Italia nella circoscrizione Veneto 1 in quarta posizione, venendo eletta deputata.
Alle elezioni politiche del 2008 è ricandidata alla Camera per il Popolo della Libertà nella circoscrizione Veneto 1, risultando originariamente la prima dei non eletti; il 1 giugno del 2010 subentrerà al dimissionario Marino Zorzato, ma si dimetterà subito, optando per la carica di europarlamentare.

#### Europarlamentare del PdL e Forza Italia
Nel 2008 ricopre l'incarico di europarlamentare, subentrata come prima dei non eletti di Forza Italia al seggio lasciato libero a Strasburgo da Renato Brunetta, dimessosi per incompatibilità con l'incarico ministeriale.
Alle elezioni europee del 2009 è rieletta nella lista del Popolo della Libertà con 79.303 preferenze nella circoscrizione Italia nord-orientale e ed entra a far parte del gruppo del PPE. 
Il 16 novembre 2013, con la sospensione delle attività del PdL, aderisce alla rinascita di Forza Italia.
Il 16 aprile 2014 viene ufficialmente candidata alle elezioni europee del 2014 in Italia come capolista di Forza Italia nella circoscrizione Italia nord-orientale (Emilia-Romagna, Friuli-Venezia Giulia, Trentino-Alto Adige e Veneto). Con 67.971 preferenze è la più votata della circoscrizione per FI, venendo rieletta. Il 1º luglio gli eurodeputati del suo partito la scelgono all'unanimità come capodelegazione all'interno del gruppo del Ppe.
Dal 20 novembre 2015 al 12 agosto 2017 è stata commissaria regionale di Forza Italia in Trentino-Alto Adige.

#### Passaggio a Fratelli d'Italia
Il 12 aprile 2019, prima delle elezioni europee, decide di lasciare Forza Italia: “dopo aver constatato che le scelte politiche del partito non sono più quelle che mi avevano spinto ad aderire, a diventare parlamentare europeo e ad accettare di esserne il capo delegazione a Strasburgo” mostrando risentimento nei confronti del collega Antonio Tajani, colpevole di averla umiliata non rispettando il suo ruolo di capodelegazione, di gestire il partito in maniera sbagliata e personalistica e di aver anteposto più volte nel corso degli anni l'interesse dell'Europa a quello dell'Italia.
Il 16 aprile 2019, su proposta del vicepresidente Raffaele Fitto, la Gardini viene accolta nel gruppo dei Conservatori e dei Riformisti Europei, e il giorno seguente viene ufficializzata la sua candidatura alle europee del 26 maggio nella circoscrizione Italia nord-orientale per Fratelli d'Italia. Nonostante il partito sia riuscito a superare la soglia di sbarramento nazionale e la candidata abbia raccolto 14.729 preferenze, non viene rieletta, venendo superata dal collega Sergio Berlato.
Viene poi nominata Commissario per la Costituente di Padova e provincia, nonché membro dell'Esecutivo Nazionale, e si candida alle elezioni regionali in Veneto del 2020 per la provincia di Padova, risultando la prima dei non eletti con 3.217 preferenze.

#### Ritorno alla Camera
Alle elezioni politiche anticipate del 2022 viene ricandidata alla Camera nel collegio uninominale Veneto 2 - 03 (Padova) per il centro-destra oltreché in seconda e terza posizione in due collegi plurinominali del Veneto. La Gardini verrà eletta all'uninominale con il 47,63%, superando Gianpiero Dalla Zuanna del centrosinistra (29,48%) e Carlo Pasqualetto di Azione - Italia Viva (10,27%).

## Programmi televisivi
- Cartoni magici (Rai 2, 1983-1984)
- Festival di Sanremo (Rai 1, 1984)
- Festival di Castrocaro (Rai 1, 1985, 1999)
- Fantastico 5 (Rai 1, 1984-1985)
  -  Fantastico Bis (Rai 1, 1984-1985)
- Domenica in (Rai 1, 1985-1986)
- Italia Sera (Rai 1, 1986)
- La Musica c'è (Rai 1, 1986)
- Unomattina (Rai 1, 1986-1987)
  -  Unomattina - Di che segno siamo? (Rai 1, 1996)
- Premio Fiuggi (Rai 2, 1987)
- Italia '90 - Sorteggi mondiali (Rai 1, 1987)
- Buona fortuna (Rai 1, 1988)
- Europa Europa (Rai 1, 1988-1990)
- Giffoni Film Festival (Rai 1, 1988-1991)
- La Notte di Ercolano (Rai 1, 1989)
- Una notte d'estate (Rai 1, 1989)
- Premio Ischia internazionale di giornalismo (Rai 1, 1989)
- Gran Galà UNICEF (Rai 1, 1989)
- Europa Europa Special (Rai 1, 1989)
- Felice '90 - EuroDisney Show (Rai 1, 1990)
- La Festa della Mamma (Rai 1, 1990-1992)
- Gran Premio Internazionale dello Spettacolo (Canale 5, 1990)
- Omaggio al Mondiale (Rai 1, 1990)
- N.E.W. - New European Woman (Rai 2, 1991)
- Speciale Prix Italia (Rai 1, 1991)
- Gran Galà Prix Italia (Rai 1, 1991)
- Merci Beaucoup (Rai 2, 1991)
- Telethon (Rai 1, 1991-1992)
- Piacere Raiuno (Rai 1, 1992)
- Serata d'onore (Rai 2, 1991)
- Ciao Ragazzi (Rai 2, 1992)
- Una Festa per il Prix Italia (Rai 1, 1992)
- Giffoni Film Festival '92 (Rai 1, 1992)
- Caffè italiano (Rai 1, 1992-1993)
- Cosa farai da grande? (Rai 2, 1993)
- Il Canzoniere dell'estate (Rai 1, 1993)
- Premio Campiello (Rai 1, 1993)
- Natale in Vaticano (Rai 1, 1993)
- Profondo Giallo (Rai 2, 1995)
- Franco Battiato in concerto (Rai 1, 1996)
- Sogni & Canzoni - Musica per la solidarietà (Rai 1, 1996)
- Galà - Roma verso il Giubileo (Telemontecarlo, 1996)
- Trenta ore per la vita (Canale 5, Italia 1, Rete 4, 1996)  Inviata
- Ancora 1... e poi 2000 (Rai 2, 1998-1999)
- Donne al bivio (Rai 1, 1999-2000)
- A Sua immagine (Rai 1, 13 aprile 2001) Inviata speciale
- 'Buon 2002... E le stelle stanno a guardare (Rai 1, 2001-2002)
- Auguri Rai (Rai 1, 2004)

## Pubblicità
- Autobianchi Y10 (1987-1988)
- Supermercati CRAI (1996)

## Filmografia
- Così per gioco (Rai 2, 1983) - Prosa Tv
- Sei delitti per padre Brown (1988) - miniserie TV, 1 episodio
- Una donna per amico (1998-2001) - serie TV
- Mai con i quadri (1999) - film TV
- Il mistero del cortile, regia di Paolo Poeti (1999) - miniserie TV
- Prigioniere del cuore (2000) - film TV
- Un caso di coscienza (2003) - serie TV, 6 episodi